# Фрасибул
Фрасибул (дав.-гр. Θρασύβουλος, ?, Афіни — 388 до н. е., Памфілія), також Тразибул — афінський політичний діяч V ст. до н. е., кінця Пелопоннеської війни.
Син афінянина Лікона Стирійського (дав.-гр. ὁ Στειριεύς — із дема Стирія), відрізнявся енергією, підприємливістю і гарячою любов'ю до батьківщини. Демократ за переконаннями.

## Біографія
411 до н. е. під час повстання демосу на острові Самосі проти олігархії чотирьохсот, в якому брали діяльну участь солдати афінського флоту, важливу роль відігравали триєрархи Фрасибул і Тразілл, що належали до числа новообраних стратегів. У наступні роки Фрасибул служив під начальством Алківіада і відзначився в багатьох битвах, особливо при Геллеспонті. Фрасибул брав участь і в битві при Аргінуських островах як триєрарх. Коли йому та Терамену наказали врятувати потерпілих корабельну аварію, через бурю він не міг виконати цього наказу. Як тільки в Афінах було встановлене правління Тридцяти тиранів (404 до н. е.), Фрасибула вигнали з Афін.
Він вирушив до Фів, що стали головним притулком для афінських вигнанців. За сприяння фіванського уряду Фрасибул із 70 прихильниками восени 404 до н. е. перейшов кордон Аттики і зайняв прикордонну гірську фортецю Філу (сучасне передмістя Афін Філі). Сюди почали стікатися добровольці, число яких швидко зросло до 1 000 осіб. Із цим загоном він зайняв Пірей і знищив уряд тридцяти. Олігархи звернулися по допомогу до Спарти, але партія Павсанія взяла гору над партією Лісандра. Павсаній, посланий в Аттику на чолі Пелопоннеської союзної армії, вступив у переговори з Фрасибулом, і олігархи примирилися з демократами. Фрасибул повернувся до Афін зі своїми прихильниками і переконував своїх співгромадян у Народних зборах відновити колишній демократичний державний устрій, а також суворо триматися прийнятої клятвено амністії.
Під час Коринфської війни афіняни в 395 до н. е., за порадою Фрасибула, допомогли фіванцям. Наступного року Фрасибул командував військами в Беотії і під стінами Коринфа, але нічого примітного не вчинив. 389 до н. е. Фрасибул відплив до Геллеспонту, приєднав до Афін численні острови і міста, що знаходилися близько малоазійських і фракійських берегів (Херсонес Фракійський, Візантій, Калхедон тощо) і значною мірою відновив колишню аттичну державу. У найважливіших військових пунктах були залишені афінські гарнізони; з усіх товарів, що провозяться через Босфор як в Чорне море, так і у зворотному напрямку, стягувалося мито в розмірі 10 % (δεκάτη). Крім того, Фрасибул ввів ще портове мито в розмірі 5 % (εικοστή) з вартості всіх товарів, що ввозяться або вивозяться у союзних містах.
Вороги Фрасибула, яких у нього і в Афінах, і серед союзників було чимало, скаржилися на збільшення податків, на насильницькі побори, зарозуміле, зверхнє ставлення, нарешті добилися його зміщення. Проти нього були підняті звинувачення в розтраті державного майна і в розграбуванні союзних міст; товариш його Ергокл, за переказом, робив Фрасибулу навіть пропозиції про зраду і відкладення. Проте, Фрасибул залишився на чолі флоту і продовжував збирати податки з малоазіатських міст. Його вбили 388 до н. е. під час експедиції проти Родоса жителями міста Аспенда на річці Еврімедонті в Памфілії, де солдати Фрасибула дозволяли собі різний бешкет. Смерть позбавила його від відповідальності перед судом, Ергокл зокрема був звинувачений і засуджений до смерті.